# Eirol

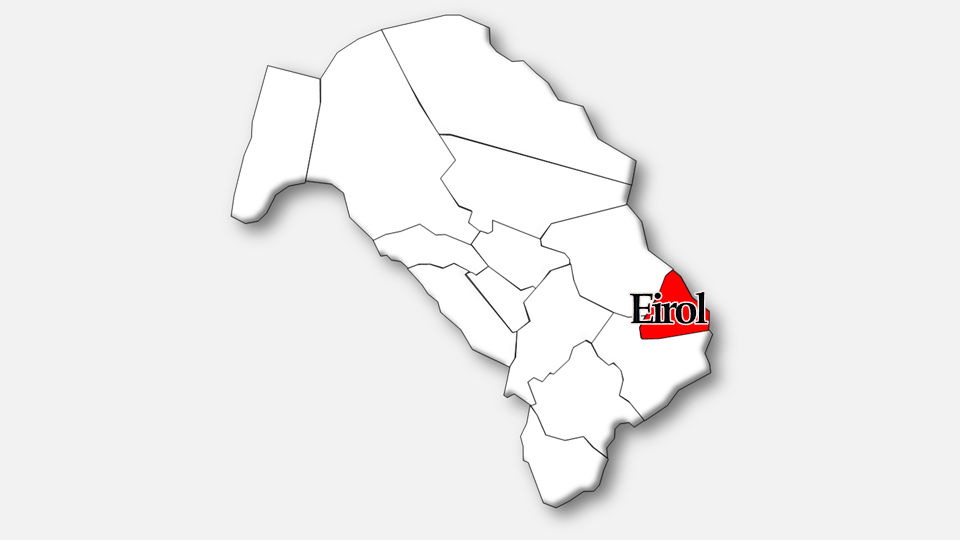
Localização no Município de Aveiro

Eirol é uma aldeia portuguesa do Município de Aveiro que foi sede da extinta Freguesia de Eirol, com 5,71 km² de área e 753 habitantes (2011), e, portanto, uma densidade populacional de 131,9 hab/km².    
A Freguesia de Eirol foi extinta em 2013, no âmbito de uma reforma administrativa nacional, tendo sido agregada, contra a vontade da população, à freguesia de Eixo, para formar uma nova freguesia denominada Eixo e Eirol com sede em Eixo.
A Freguesia de Eirol era composta pelos lugares de Eirol e Carcavelos sendo banhada pelos rios Vouga e Águeda, sendo que é nesta localidade que o rio Águeda desagua no rio Vouga.
A origem do nome "Eirol" não é consensual, no entanto há probabilidade do nome surgir do antropónimo de origem latina "Aurioli" que veio a dar origem ao topónimo Eirol.    
Eirol já possuiu uma importante atividade de extração pedreira, o grés de Eirol. Este grés foi aplicado na construção da muralha de Aveiro, da Barra de Aveiro, do Farol de Aveiro, de habitações da região, entre outras construções públicas e privadas.   
Apesar de ser uma localidade com características de zona rural, a maior parte da população já não trabalha no sector primário da economia, optando assim por exercer o seu trabalho em empresas localizadas nas áreas envolventes, devido à pouca presença de empresas do sector secundário e terciário na localidade. Por esse motivo, Eirol é uma localidade com pouca agitação, com uma forte presença de áreas agrícolas e florestais, apesar de se localizar perto de zonas industriais e cidades.   

## População
| População da freguesia de Eirol | População da freguesia de Eirol | População da freguesia de Eirol | População da freguesia de Eirol | População da freguesia de Eirol | População da freguesia de Eirol | População da freguesia de Eirol | População da freguesia de Eirol | População da freguesia de Eirol | População da freguesia de Eirol | População da freguesia de Eirol | População da freguesia de Eirol | População da freguesia de Eirol | População da freguesia de Eirol | População da freguesia de Eirol |
| ------------------------------- | ------------------------------- | ------------------------------- | ------------------------------- | ------------------------------- | ------------------------------- | ------------------------------- | ------------------------------- | ------------------------------- | ------------------------------- | ------------------------------- | ------------------------------- | ------------------------------- | ------------------------------- | ------------------------------- |
| 1864                            | 1878                            | 1890                            | 1900                            | 1911                            | 1920                            | 1930                            | 1940                            | 1950                            | 1960                            | 1970                            | 1981                            | 1991                            | 2001                            | 2011                            |
| 431                             | 448                             | 417                             | 428                             | 512                             | 548                             | 542                             | 562                             | 632                             | 614                             | 622                             | 653                             | 635                             | 781                             | 753                             |

| Distribuição da População por Grupos Etários | Distribuição da População por Grupos Etários | Distribuição da População por Grupos Etários | Distribuição da População por Grupos Etários | Distribuição da População por Grupos Etários | Distribuição da População por Grupos Etários | Distribuição da População por Grupos Etários | Distribuição da População por Grupos Etários | Distribuição da População por Grupos Etários | Distribuição da População por Grupos Etários |
| -------------------------------------------- | -------------------------------------------- | -------------------------------------------- | -------------------------------------------- | -------------------------------------------- | -------------------------------------------- | -------------------------------------------- | -------------------------------------------- | -------------------------------------------- | -------------------------------------------- |
| Ano                                          | 0-14 Anos                                    | 15-24 Anos                                   | 25-64 Anos                                   | < 65 Anos                                    |                                              | 0-14 Anos                                    | 015-24 Anos                                  | 25-64 Anos                                   | < 65 Anos                                    |
| 2001                                         | 137                                          | 99                                           | 399                                          | 146                                          |                                              | 17,5%                                        | 12,7%                                        | 51,1%                                        | 18,7%                                        |
| 2011                                         | 82                                           | 96                                           | 404                                          | 171                                          |                                              | 10,9%                                        | 12,7%                                        | 53,7%                                        | 22,7%                                        |

## História
O território de Eirol é povoado há milhares de anos, sendo que os achados arqueológicos achados neste território, datam a primeira ocupação entre 26000 a.c. a 20000 a.c, tendo sido aqui achado o testemunho arqueológico mais antigo do concelho de Aveiro.
A atual povoação de Eirol teve origem, provavelmente, numa povoação fenícia que se instalou primeiro no lugar de Carcavelos, quando o mar ainda chegava a esta zona, apesar disso, uma das primeiras vezes que Eirol foi mencionado, foi na doação que D. Afonso Henriques fez desta localidade ao mosteiro de Santa Cruz de Coimbra em 1166.
No reinado de D.Sancho I, segundo Pinho Leal, esta zona foi povoada por colonos Franceses, que ao chegar a esta localidade provavelmente viriam a construir a primitiva ermida de Santa Eulália.
Mais tarde, já estando sob jurisdição do mosteiro de Grijó, Pero André e Pero Fernandes, dois representantes dos lugares de Eirol e Carcavelos, a 16 de Dezembro de 1620, no Mosteiro de Grijó assinaram a documentação necessária para a criação de uma paróquia autónoma, que englobava os lugares de Eirol e Carcavelos que até então faziam parte da paróquia de Travassô , formando-se assim a paróquia de Eirol (posteriormente denominada também por freguesia), acontecimento muito desejado pelos habitantes desta localidade. 
Ao longo da história destacam-se atividades importantes como a extração da Pedra de Eirol, o transporte fluvial de mercadorias, a Cestaria, a tecelagem e a Carpintaria, salientando-se a construção de carros de vacas. No entanto, a agricultura era a principal forma de subsistência da população destacando-se o cultivo do Milho, Batata, Linho, e Arroz. 

## Coletividades e Associações
- Mocidade Desportiva Eirolense
- Centro Social e Paroquial Santa Eulália de Eirol
- Grupo de Cantares Santa Eulália de Eirol

## Património Material
- Igreja matriz de Santa Eulália
- Capela da Nossa Senhora das Dores em Carcavelos
- Pilar da antiga Ponte da Rata
- Túnel da linha do Vouga
- Antigas pedreiras de grés de Eirol

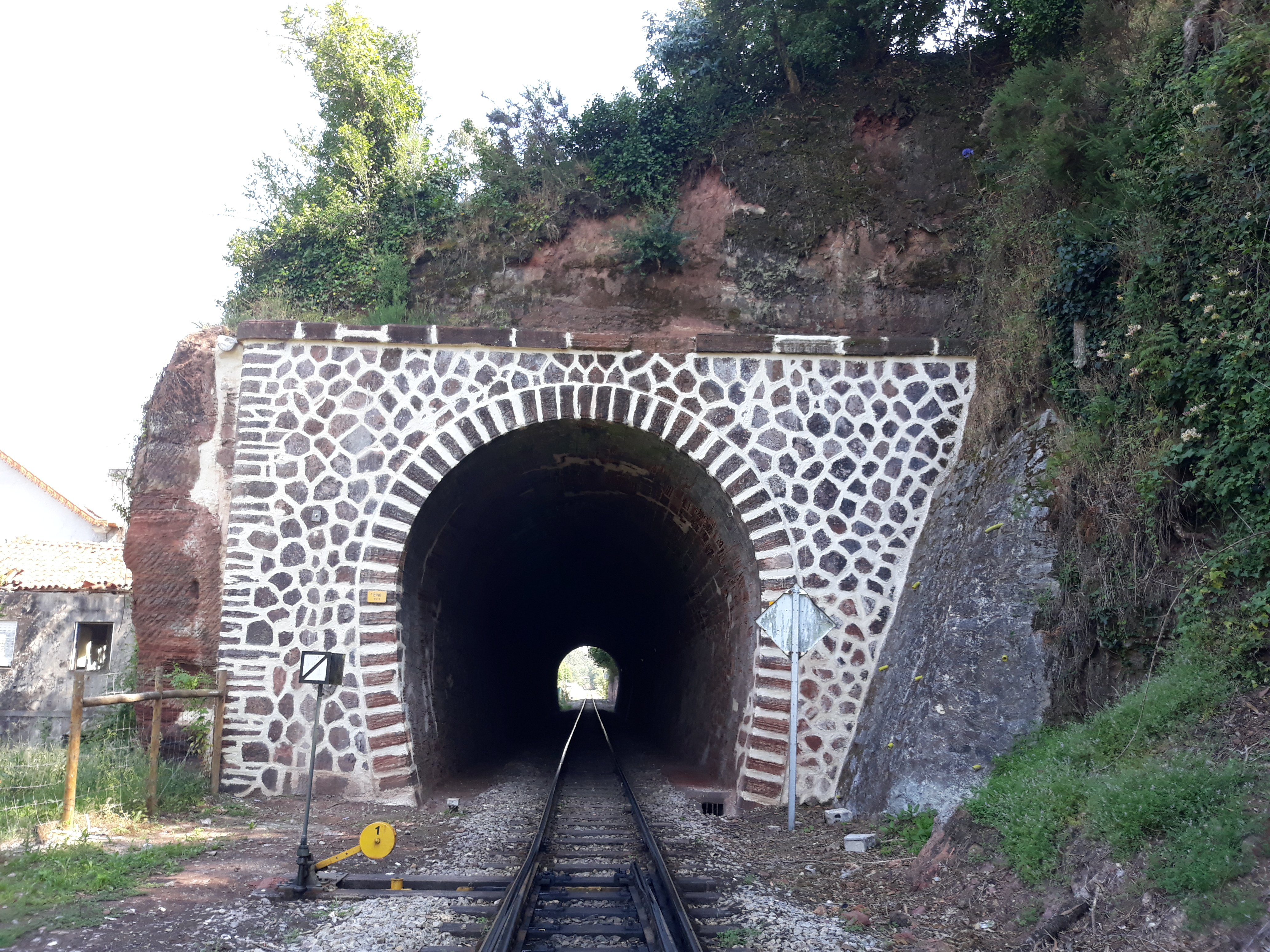
Túnel de Eirol

- Estação dos caminhos de ferro
- Lavadouros
- Antigos moinhos de água
- Escola do Plano dos CentenáriosTúnel de Eirol

## Património Natural
Em Eirol pode-se admirar as paisagens do Baixo Vouga, também parte dos Municipios de Águeda e de Albergaria-a-Velha e a Serra do Caramulo. No vale do Rio Vouga e Águeda predomina a flora e a fauna desta região, como o Loureiro, o Salgueiro, o Choupo, os Nenúfares entre outros e as Cegonhas, os Corvos, as Poupas, as Garças, ou os Coelhos Bravos e as Raposas, ou nos rios os Achigãs e as Carpas.

## Personalidades
- Manuel Rodrigues da Cruz (Tenente - Coronel Médico e Governador Civil do Distrito de Aveiro)
- Cónego Póvoa dos Reis (Sacerdote e Cientista Membro da Academia de Ciência de Nova Iorque)

## Transportes
Eirol possui a Estação Ferroviária de Eirol que é uma interface do Ramal de Aveiro, é servida também pelo circuito urbano da rede intermodal de Aveiro dispondo de quatro paragens. A Estrada Municipal 230, que liga as cidades de Aveiro e Águeda (parte municipalizada da EN230), atravessa esta localidade, o que facilita o acesso a estas duas cidades para além do transporte público. A deslocação de Eirol para Porto ou Lisboa é facilitada pelo acesso Aveiro Sul na A1, bem como o acesso à A17, que se localizam a poucos km desta localidade, a deslocação para Espanha também é facilitada pelo acesso à A25 que se localiza a poucos km de Eirol. 
O novo eixo de ligação Aveiro - Águeda, com conclusão planeada para 2025, irá ter dois acessos em Eirol, facilitando a ligação às cidades de Aveiro e Águeda em pouco mais de cinco minutos.

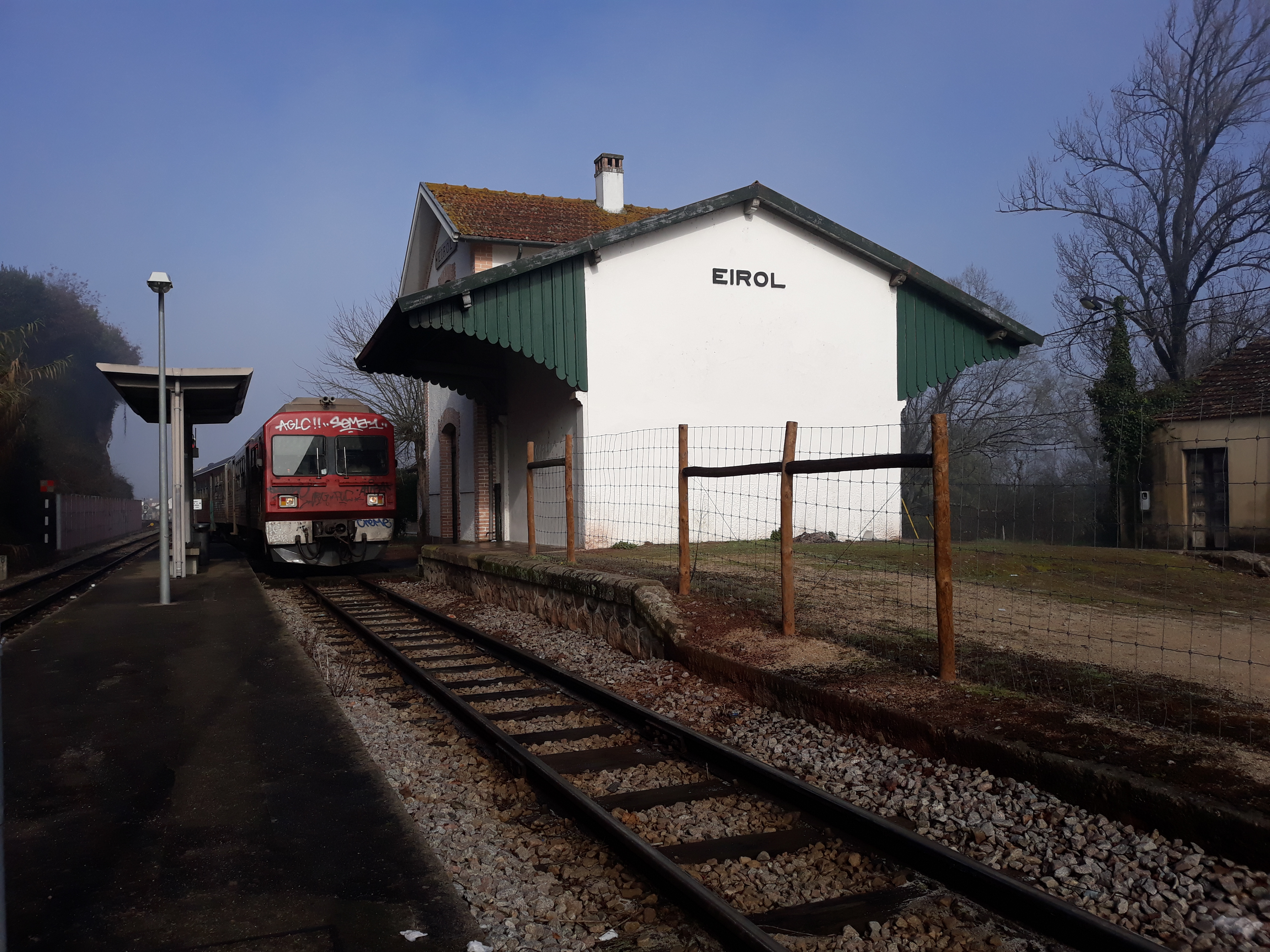
Estação de Eirol

## Festividades
- Festa em honra da Nossa Senhora de Fátima (Maio)
- Festa em honra da Nossa Senhora das Dores no lugar de Carcavelos (Julho)
- Festa em honra da Padroeira Santa Eulália e do Mártir S. Sebastião (Agosto)
- Fogueira de Santa Eulália (Dezembro)

## Lazer
Eirol tem várias zonas de lazer nomeadamente o Parque de Merendas, uma zona arborizada que se situa entre o rio Águeda e o rio Vouga que dispõe de mesas e acesso aos dois rios; O Centro Cultural de Eirol (Polivalente de Eirol) localizado no centro da localidade, que dispõe de café, sala de jogos, salão multiusos com palco, WC, instalações para posto médico, e instalações para serviços de apoio à população; O Parque Intergeracional Angelino Mateus também no centro da localidade, é um espaço relvado dispõe de um parque infantil, equipamentos para exercício físico, um campo de malha e um abrigo convívio; O adro da Igreja e o largo Dr. Girão Pereira é um espaço arborizado com bancos e jardim relvado; O largo da capela de Carcavelos que dispõe de um abrigo convívio com mesa e WC; O Parque Desportivo / Campo Cónego Póvoa dos Reis é utilizado pela Mocidade Desportiva Eirolense, tem uma zona arborizada que dispõe de mesas, churrasqueiras, palco, fonte, um campo multidesportivo, e um campo de futebol relvado.

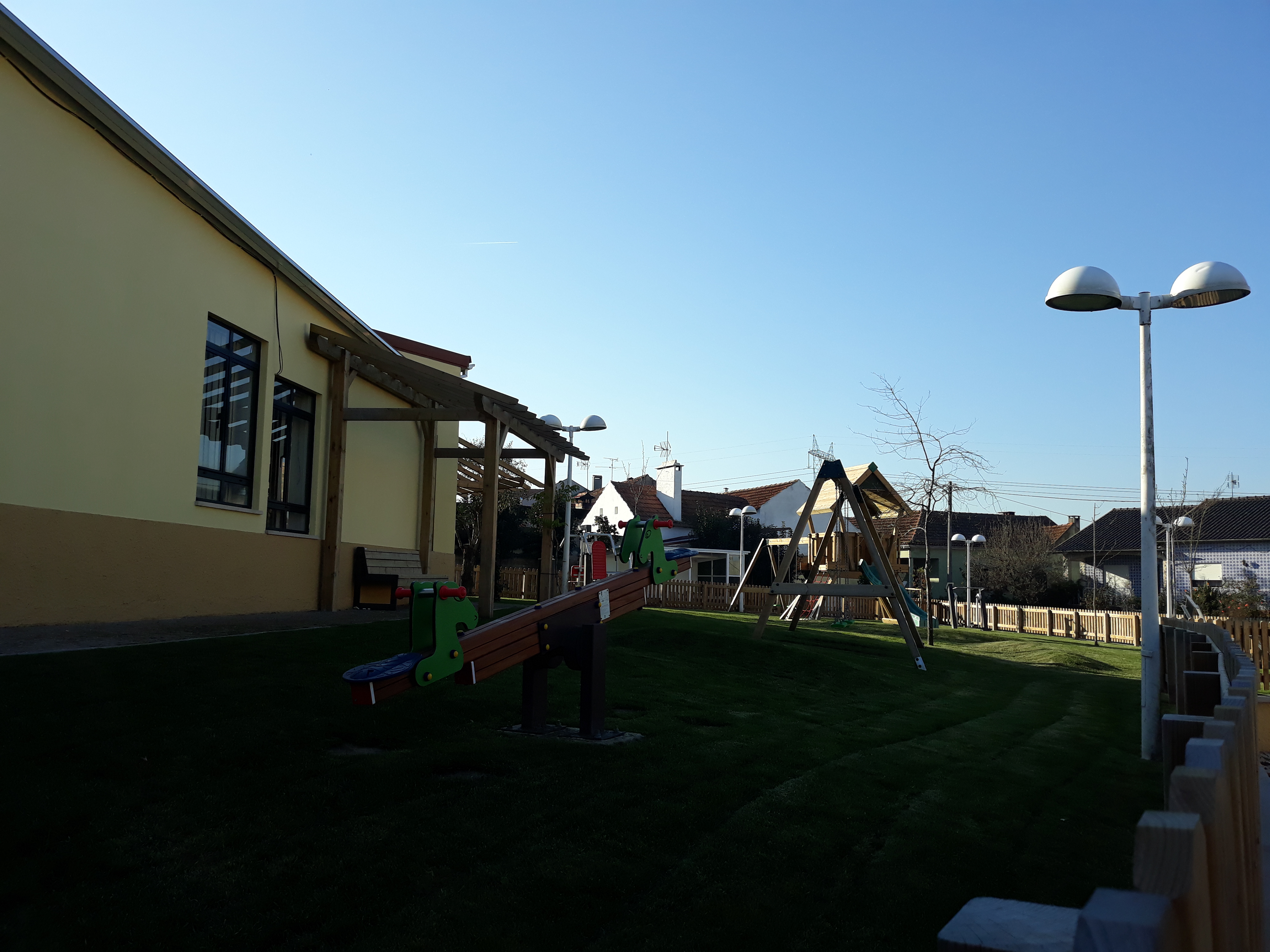
Parque Angelino Mateus